# Mesochorus faciator
Mesochorus faciator är en stekelart som beskrevs av Horstmann 2003. Mesochorus faciator ingår i släktet Mesochorus och familjen brokparasitsteklar. Inga underarter finns listade i Catalogue of Life.